# Giuseppe De Luca (calciatore)
Giuseppe De Luca (Angera, 11 ottobre 1991) è un calciatore italiano, attaccante del Legnano.
È soprannominato La zanzara.

## Caratteristiche tecniche
Può giocare sia da seconda punta che da ala. Dispone di ottima tecnica e velocità, oltre a essere bravo nel tiro da fuori e fastidioso in pressing.

## Carriera

### Club
Nato da genitori crotonesi e cresciuto nelle giovanili del Varese, esordisce in prima squadra nella stagione 2010-2011, contro il Grosseto. Entrato a far parte stabilmente della squadra guidata da Giuseppe Sannino da marzo, realizza alla sua terza presenza le sue prime reti in carriera, contro la Triestina, nella partita terminata 3-1 con il momentaneo 1-0 segnato da De Luca. Realizza anche un gol nel ritorno della semifinale play-off contro il Padova. Nella stessa stagione arriva in finale nel Campionato Primavera, perdendo contro la Roma il titolo nazionale.
Dalla stagione successiva entra stabilmente nella rosa della prima squadra che, partito Sannino, è guidata da Benito Carbone fino a ottobre e Rolando Maran fino al termine del campionato. De Luca gioca la sua prima stagione da titolare, terminando con 34 presenze e 10 reti, cui si aggiungono i play-off, con 4 presenze e una rete messa a segno nella finale di andata contro la Sampdoria.

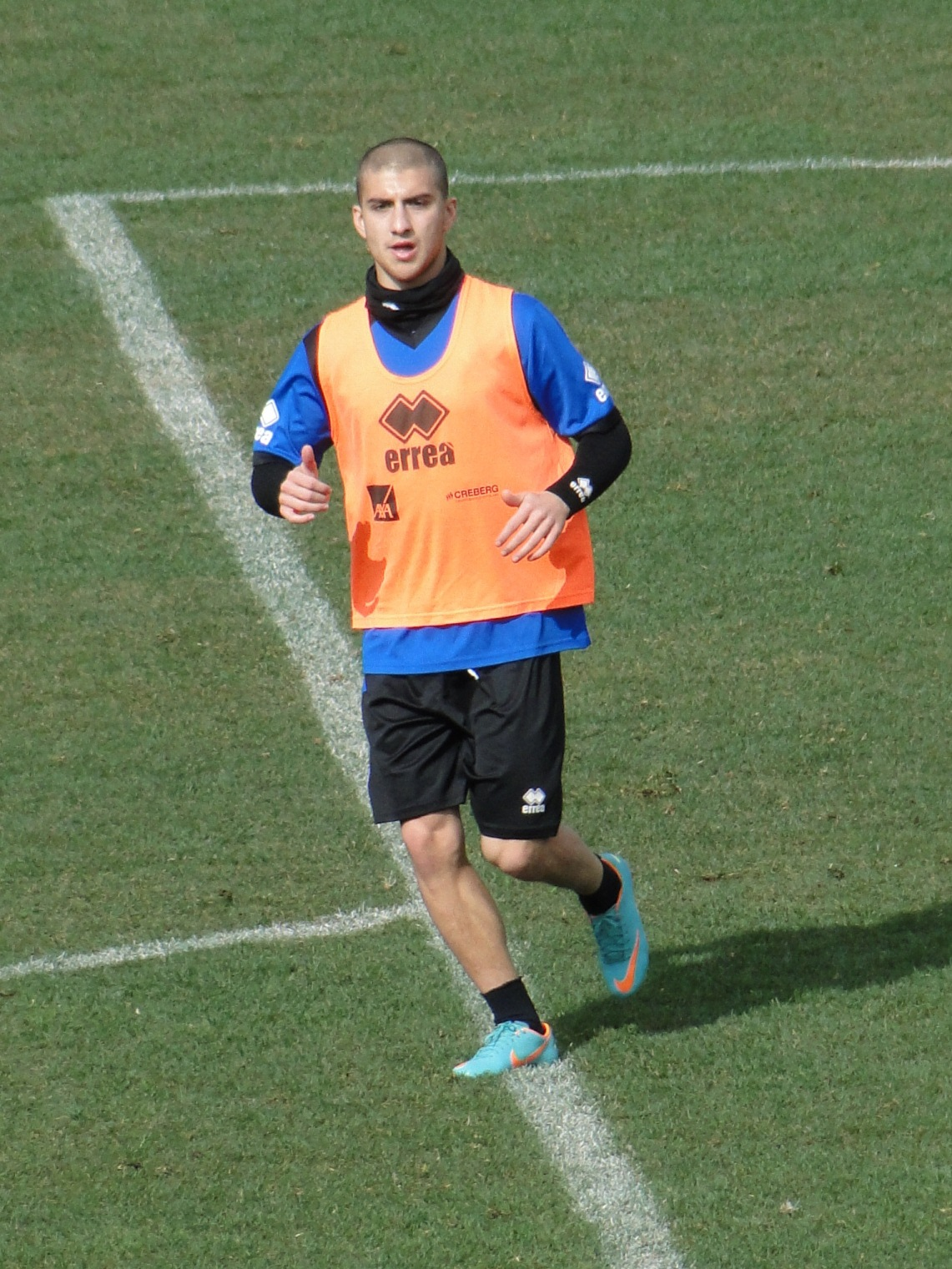
Giuseppe De Luca durante un allenamento con l'Atalanta nel 2013.

Il 30 agosto 2012 firma con l'Atalanta.
L'attaccante arriva a Bergamo con la formula del prestito oneroso con diritto di riscatto per la comproprietà. Fa il suo esordio in Serie A il 15 settembre 2012 in Milan-Atalanta 0-1 entrando al 77' al posto di Giacomo Bonaventura. Segna la sua prima rete in Serie A il 4 novembre contro la Sampdoria siglando la rete decisiva del 2-1. Il 12 maggio segna il suo secondo gol in Serie A nella partita persa per 2-1 contro l'Udinese. Chiude la stagione con un totale di 18 presenze e 2 gol in campionato e 2 presenze ed un gol in Coppa Italia.
Il 18 giugno 2013 viene annunciato che l'Atalanta ha esercitato il diritto di riscatto sulla metà del cartellino, assicurandosi le prestazioni dell'attaccante anche per la stagione successiva. Segna il suo primo gol stagionale nel successivo mese di agosto, nel quale realizza il gol del definitivo 3-0 nella partita del terzo turno di Coppa Italia contro il Bari. Realizza il suo primo gol stagionale in campionato il successivo 15 dicembre, quando realizza la rete del definitivo 1-1 sul campo del Genoa.
In Coppa Italia il lombardo riuscirà ad essere capocannoniere dell'edizione con 3 gol al pari di altri 6 giocatori. Va a segno contro Bari (3-0), Sassuolo (2-0) e Napoli (vinta dai partenopei per 3-1).
Il 18 luglio 2014 il Bari comunica tramite il proprio sito ufficiale di aver acquistato il giocatore con la formula del prestito. Segna il suo primo goal in gara ufficiale nella partita di Coppa Italia contro il Savona vinta per 2-1. Suo il secondo goal in rovesciata.. In tutto segna 8 gol in 37 partite di Serie B. Termina la stagione con il Bari al 10º posto in classifica.
Il 24 giugno 2015 l'Atalanta riscatta l'altra metà del cartellino dal Varese e il giocatore fa il suo ritorno in nerazzurro; il successivo 15 luglio ritorna in prestito al Bari con obbligo di riscatto in caso di promozione in Serie A. Alla prima giornata segna subito due gol in Bari-Spezia 4-3. Anche in questa stagione non riesce a conquistare la promozione con il Bari che terminerà al 5º posto in classifica perdendo i play-off contro il Novara.
Il 18 luglio il Bari annuncia che per la terza stagione consecutiva De Luca vestirà la maglia biancorossa. Il calciatore torna in Puglia a titolo temporaneo con diritto di riscatto.
Il 31 gennaio 2017 passa in prestito per sei mesi al L.R. Vicenza..
Il 18 luglio 2017 passa in prestito con obbligo di riscatto alla Virtus Entella, con cui disputa una stagione in Serie B segnando 7 gol in 36 partite.
Il 7 luglio 2018, con l’Entella retrocessa in Serie C, si trasferisce in prestito al CFR Cluj, nella Liga I del campionato rumeno. Ad agosto ha modo di debuttare nelle competizioni europee, dapprima nella gara di ritorno del secondo turno preliminare di Champions League contro il Malmö FF (1-1) subentrando al minuto 64 e poi nello spareggio di andata di Europa League contro il F91 Dudelange (2-0) subentrando al minuto 71. Nel frattempo gioca 3 partite di campionato di cui solo l’ultima da titolare. Conclude quindi la sua esperienza in Romania con sole 5 presenze e il 31 gennaio 2019 torna all’Entella.
Saltato in extremis il passaggio all’Ascoli per un errore d’invio dei documenti, dal 22 febbraio si allena regolarmente con l’Entella e quattro giorni dopo torna a giocare nei minuti finali di Entella-Piacenza 3-1. Mette insieme 8 presenze contribuendo al ritorno dei liguri in B, competizione in cui torna a segnare il 5 ottobre in Crotone-Entella 3-1. Trova continuità nel segnare gol nei mesi seguenti, nel gennaio 2020 dall’AIC riceve il premio di “Giocatore del mese” e l’8 marzo, con il gol segnato nel 3-0 contro l’Ascoli, va in doppia cifra (l’ultima volta era stata nel 2011/12 con il Varese) nel giorno della duecentesima partita in B dell’Entella. Questo è l'ultimo gol segnato in questa stagione dato che rimane a secco alla ripresa post-emergenza COVID-19. Torna a segnare sette mesi più tardi, il 31 ottobre 2020 in Brescia-Entella 2-2; nel corso di questa stagione supera la soglia delle 100 presenze con l’Entella e le 300 complessive con i club segnando tuttavia solo 3 gol.
Rimasto svincolato dopo la retrocessione dei liguri, il 26 luglio 2021 firma un contratto biennale con la Triestina in Serie C. Il 26 settembre successivo,dopo aver scontato tre turni di squalifica, segna la sua prima rete con gli alabardati, in occasione del successo per 2-0 sul Lecco. 
Il 9 agosto 2022 viene ufficializzato il suo ingaggio da parte del Catania che riparte dalla Serie D. Il 19 marzo 2023 la squadra vince il campionato con sei giornate d'anticipo, ritornando così fra i professionisti.
Il 19 gennaio 2024, viene ceduto in prestito alla Pergolettese, sempre in Serie C, fino al termine della stagione; nell'estate del 2024 torna al Catania, che a stagione in corso lo cede in Serie D ai campani del Pompei.

### Nazionale
Ha giocato con le selezioni italiane Under-20, B Italia e Under-21, esordendo con quest'ultima il 25 aprile 2012 in amichevole contro la Scozia.

## Statistiche

### Presenze e reti nei club
Statistiche aggiornate al 2 settembre 2024.
| Stagione              | Squadra               | Campionato            | Campionato | Campionato | Coppe nazionali | Coppe nazionali | Coppe nazionali | Coppe continentali | Coppe continentali | Coppe continentali | Altre coppe | Altre coppe | Altre coppe | Totale | Totale |
| Stagione              | Squadra               | Comp                  | Pres       | Reti       | Comp            | Pres            | Reti            | Comp               | Pres               | Reti               | Comp        | Pres        | Reti        | Pres   | Reti   |
| --------------------- | --------------------- | --------------------- | ---------- | ---------- | --------------- | --------------- | --------------- | ------------------ | ------------------ | ------------------ | ----------- | ----------- | ----------- | ------ | ------ |
| 2010-2011             | Varese                | B                     | 9+2        | 1+1        | CI              | 1               | 0               | -                  | -                  | -                  | -           | -           | -           | 12     | 2      |
| 2011-2012             | Varese                | B                     | 34+4       | 10+1       | CI              | 0               | 0               | -                  | -                  | -                  | -           | -           | -           | 38     | 11     |
| ago. 2012             | Varese                | B                     | 1          | 0          | CI              | 1               | 0               | -                  | -                  | -                  | -           | -           | -           | 2      | 0      |
| Totale Varese         | Totale Varese         | Totale Varese         | 44+6       | 11+2       |                 | 2               | 0               |                    | -                  | -                  |             | -           | -           | 52     | 13     |
| 2012-2013             | Atalanta              | A                     | 18         | 2          | CI              | 2               | 1               | -                  | -                  | -                  | -           | -           | -           | 20     | 3      |
| 2013-2014             | Atalanta              | A                     | 17         | 4          | CI              | 3               | 3               | -                  | -                  | -                  | -           | -           | -           | 20     | 7      |
| Totale Atalanta       | Totale Atalanta       | Totale Atalanta       | 35         | 6          |                 | 5               | 4               |                    | -                  | -                  |             | -           | -           | 40     | 10     |
| 2014-2015             | Bari                  | B                     | 38         | 8          | CI              | 2               | 1               | -                  | -                  | -                  | -           | -           | -           | 40     | 9      |
| 2015-2016             | Bari                  | B                     | 34+1       | 7          | CI              | 0               | 0               | -                  | -                  | -                  | -           | -           | -           | 35     | 7      |
| 2016-gen. 2017        | Bari                  | B                     | 15         | 2          | CI              | 0               | 0               | -                  | -                  | -                  | -           | -           | -           | 15     | 1      |
| Totale Bari           | Totale Bari           | Totale Bari           | 87+1       | 16         |                 | 2               | 1               |                    | -                  | -                  |             | -           | -           | 90     | 17     |
| gen.-giu. 2017        | Vicenza               | B                     | 14         | 4          | CI              | 0               | 0               | -                  | -                  | -                  | -           | -           | -           | 14     | 4      |
| 2017-2018             | Virtus Entella        | B                     | 35+2       | 7          | CI              | 1               | 0               | -                  | -                  | -                  | -           | -           | -           | 38     | 7      |
| 2018- gen. 2019       | CFR Cluj              | L1                    | 3          | 0          | CR              | 0               | 0               | UCL+UEL            | 1+1                | 0                  | SR          | 0           | 0           | 5      | 0      |
| gen.-giu.2019         | Virtus Entella        | C                     | 8          | 0          | CI              | 0               | 0               | -                  | -                  | -                  | SC-C        | 2           | 0           | 10     | 0      |
| 2019-2020             | Virtus Entella        | B                     | 34         | 10         | CI              | 1               | 0               | -                  | -                  | -                  | -           | -           | -           | 35     | 10     |
| 2020-2021             | Virtus Entella        | B                     | 28         | 3          | CI              | 2               | 0               | -                  | -                  | -                  | -           | -           | -           | 30     | 3      |
| Totale Virtus Entella | Totale Virtus Entella | Totale Virtus Entella | 105+2      | 20         |                 | 4               | 0               |                    | -                  | -                  |             | 2           | 0           | 113    | 20     |
| 2021-2022             | Triestina             | C                     | 22+3       | 4          | CI-C            | 1               | 0               | -                  | -                  | -                  | -           | -           | -           | 26     | 4      |
| 2022-2023             | Catania               | D                     | 29+2       | 7          | CI-D            | 0               | 0               | -                  | -                  | -                  | -           | -           | -           | 31     | 7      |
| 2023-gen. 2024        | Catania               | C                     | 9          | 1          | CI-C            | 2               | 1               | -                  | -                  | -                  | -           | -           | -           | 11     | 2      |
| gen.-giu. 2024        | Pergolettese          | C                     | 7          | 0          | CI-C            | -               | -               | -                  | -                  | -                  | -           | -           | -           | 7      | 0      |
| ago. 2024             | Catania               | C                     | 1          | 0          | CI              | 1               | 0               | -                  | -                  | -                  | -           | -           | -           | 2      | 0      |
| Totale Catania        | Totale Catania        | Totale Catania        | 39+2       | 8          |                 | 2               | 1               |                    | -                  | -                  |             | -           | -           | 43     | 9      |
| Totale carriera       | Totale carriera       | Totale carriera       | 356+14     | 69+2       |                 | 16              | 6               |                    | 2                  | 0                  |             | 2           | 0           | 390    | 77     |

## Palmarès

### Club

#### Competizioni nazionali
- Supercoppa di Romania: 1

CFR Cluj: 2018
- Serie C: 1

Virtus Entella: 2018-2019 (Girone A)
- Serie D: 1

Catania: 2022-2023 (Girone I)

### Individuale
- Capocannoniere del Torneo di Viareggio: 1

2011 (7 gol, a pari merito con Simone Dell'Agnello)
- Capocannoniere della Coppa Italia: 1

2013-2014 (3 gol, a pari merito con Lorenzo Insigne, José María Callejón, Gervinho, Osarimen Ebagua, Marco Sansovini e Felice Evacuo)